# Ștefan Panaitescu
Ștefan Panaitescu (n. 10 iunie 1872 - d. ?) a fost unul dintre ofițerii Armatei României, care a exercitat comanda unor mari unități și unități militare, pe timp de război, în perioada Primului Război Mondial și operațiilor militare postbelice. 
A îndeplinit funcția de comandant de brigadă în anul 1918.

## Cariera militară
Ștefan Panaitescu a ocupat diferite poziții în cadrul unităților de infanterie ale armatei române, avansând până în anul 1915 la gradul de maior. A fost locotenent-colonel în 1916, colonel în 1917 și general de brigade în 1918
În perioada Primului Război Mondial a îndeplinit funcția de Șef de Stat Major al Diviziei a 13-a Infanterie, comandant al Brigăzii 7 Infanterie și comandant al Brigăzii 29 Infanterie și al Brigăzii 40 Infanterie :p. 240, 288
În cadrul acțiunilor militare postbelice, a fost șef de stat major al Comandamentului Trupelor din Transilvania.:p. 311
A fost decorat cu Ordinul „Mihai Viteazul”, clasa III, pentru modul cum a acționat în calitate de șef de stat major al Comandamentului Trupelor din Transilvania în operațiile militare postbelice.
„Pentru destoinicia cu care a pregătit în mod minuțios și judicios, toate lucrările pregătitoare laofensiva din aprilie 1919, pentru deosebita activitate desfășurată pe tot timpul acțiunei.”
Înalt Decret no. 2189 din 6 iunie 1919:p. 142

## Decorații
- Ordinul „Coroana României”, în grad de ofițer (1912) [1]:p. 444
- Medalia Bărbăție și Credință, cu distincția „Campania din Bulgaria 1913” (1913)
- Ordinul „Mihai Viteazul”, clasa III, 6 iunie 1919[7]:p. 142